# غريغ روس
غريغ روس (بالإنجليزية: Greg Ross)‏ (2 مايو 1987 بإدنبرة في المملكة المتحدة - ) هو لاعب كرة قدم بريطاني في مركز الدفاع. شارك مع منتخب اسكتلندا تحت 21 سنة لكرة القدم. أما مع النوادي، فقد لعب مع دونفرملين أثلتيك ونادي فالور ونادي ستنهاوسموير وفورفار أثلتيك ‏ ونادي كاودينبيث لكرة القدم وPenicuik Athletic F.C. ‏.

## وصلات خارجية
- غريغ روس على موقع قاعدة بيانات كرة القدم.إي يو (الإنجليزية)
- غريغ روس على موقع Soccerbase.com (لاعب) (الإنجليزية)